# Тушімиці

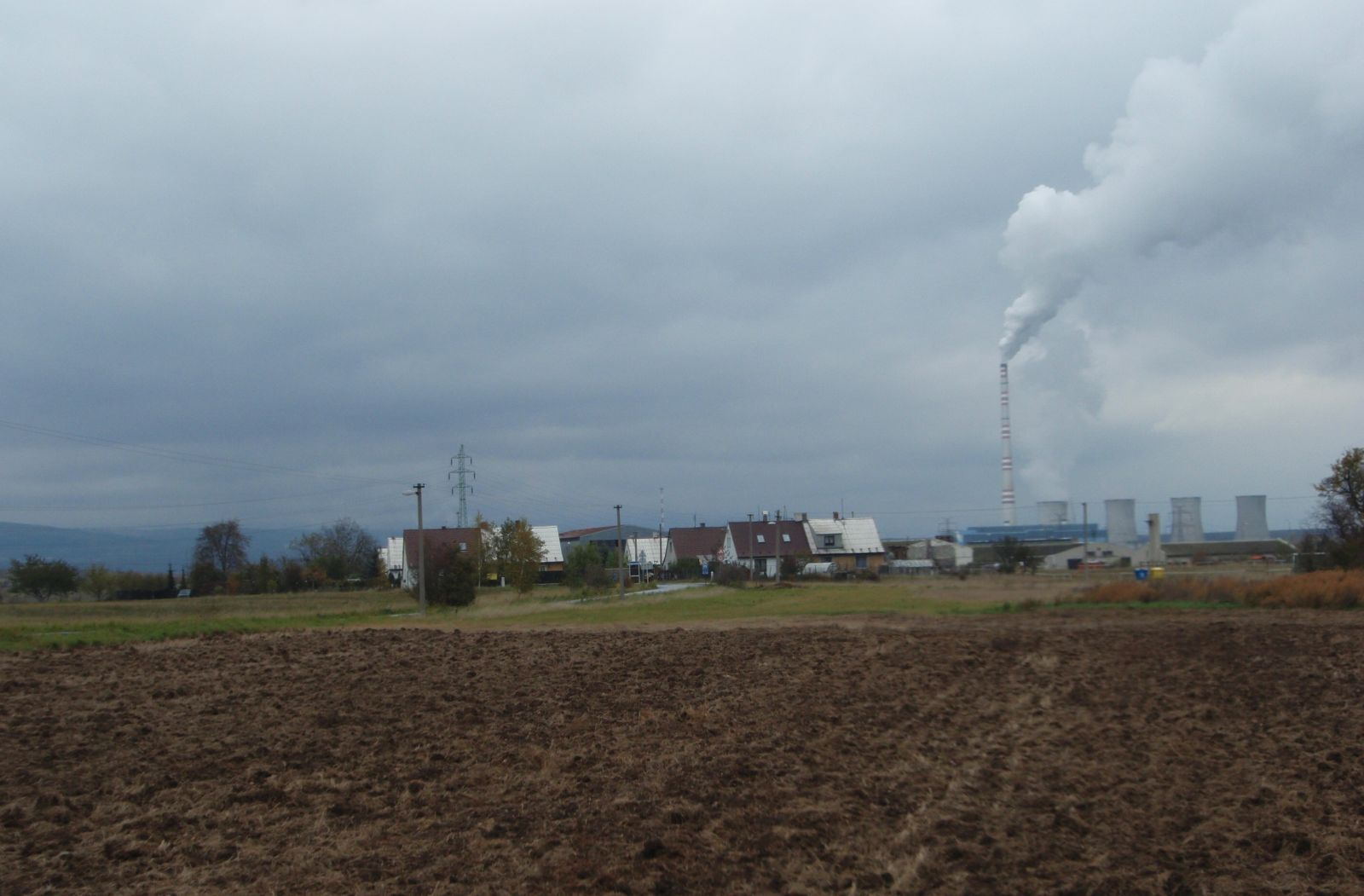
Електростанція Тушімиці

Схема контролю якості вугільної сировини: зольності, вологості, сірчистості.

Тушімиці — вугільна теплоелектростанція в районі Тушіміце міста Кадань, Чехія. Історично мала два енергоблоки:
- енергоблок № 1 закладено у 1964 році, закрито у 1998 році
- енергоблок № 2 закладено у 1974 році. Він має потужність 4 × 200 Мегаватів = 800 Мегаватів. У 2007—2010 роках на Tusimice II проведено реконструкцію, зокрема замінено всі основні технологічні одиниці (турбіну, котел, ДДГ і т. д.)

Власник і оператор електростанції — компанія CEZ.
Як паливо використовується буре вугілля з кар'єрів Тушіміце. Завдяки своєму зручному розташуванню, вартість перевезення вугілля до електростанції є низькою.

## Цікаві факти
Енергоблок № 2 електростанції Tušimice мав висоту труби 300 метрів. Її підірвали в процесі реконструкції.